# ウクライナ地中海航空
ウクライナ地中海航空（英語: Ukrainian Mediterranean Airlines Limited、UM Airlines）はウクライナの新興航空会社。1998年に設立され、2018年頃には運航を停止している。

## 歴史

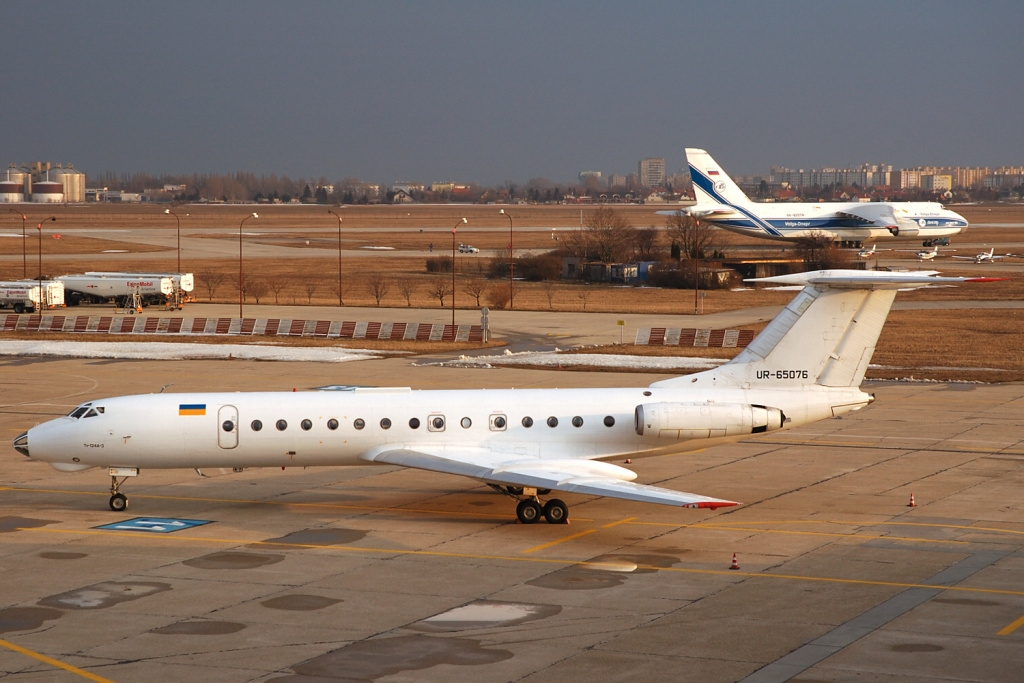
ツポレフ Tu-134

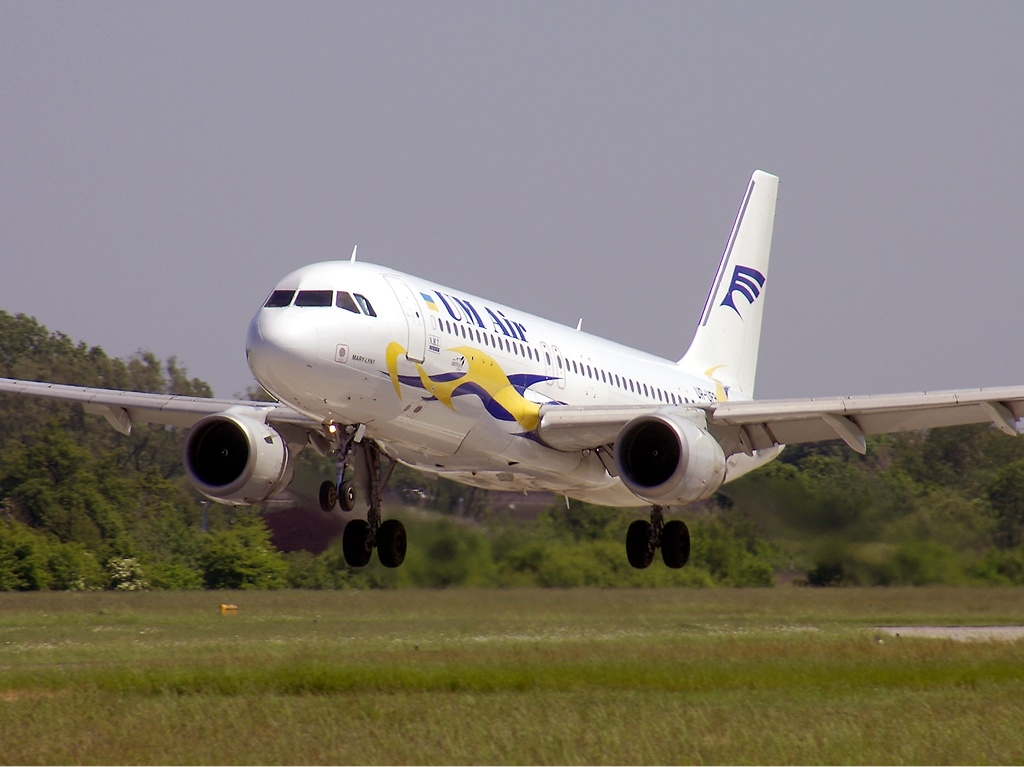
エアバス A320-200

1998年に設立され2000年6月から運航をスタートし2003年には約210,000人の利用があるが、その一方で2007年にウクライナの航空局が安全運航に問題があるとしてウクライナ地中海航空の安全運航のライセンスの延長を拒否した為、2007年9月にEUから危ない航空会社に指定されEU圏内への乗り入れが禁じられたが2009年11月26日付けリリースでMD-83のみ乗り入れを認める通達を発表した。
2013年6月、アメリカの制裁下にあったイランのマーハーン航空に対してBAe 146をリースし、パイロットと整備士の認証を提供したことにより、アメリカからの制裁を受けた。

## 路線網
2006年にはドイツのデュッセルドルフへの路線を運航していた。

## 保有機材

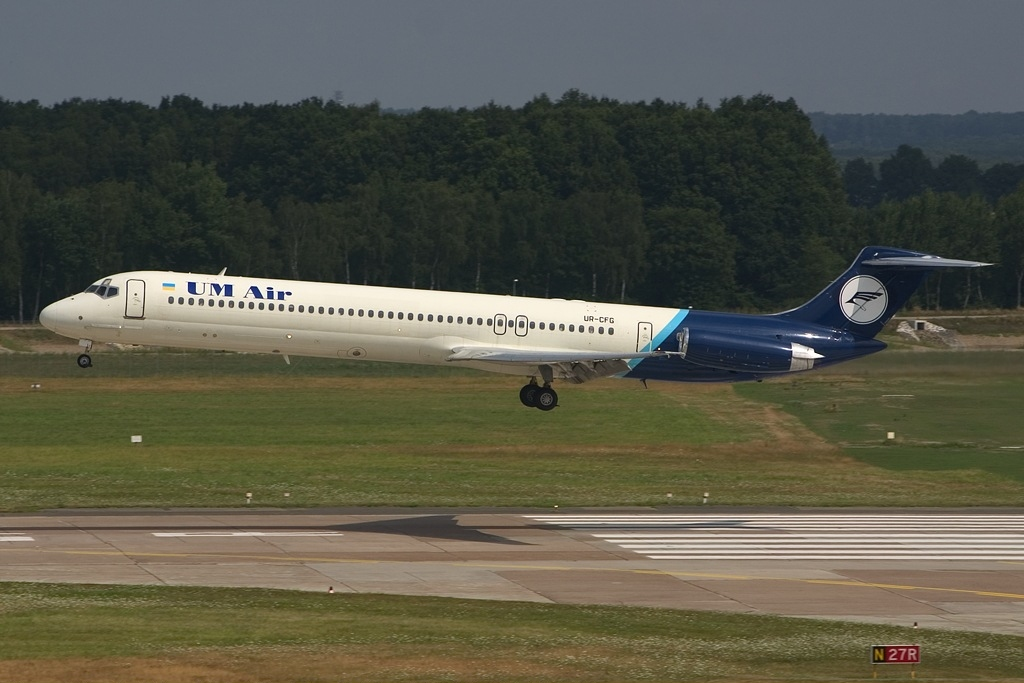
MD-83

かつて、以下の機材を保有していた。なお、保有機数は累計であり、同時期にすべてを保有していたわけではない。
- エアバスA320-200 - 1機
- ボーイング737-300 - 1機
- BAe 146-300 - 4機
- Avro RJ100 - 4機
- Avro RJ85 - 2機
- マクドネル・ダグラス DC-9-50 - 4機
- マクドネル・ダグラス MD-82 - 4機
- マクドネル・ダグラス MD-83 - 4機

## 事故

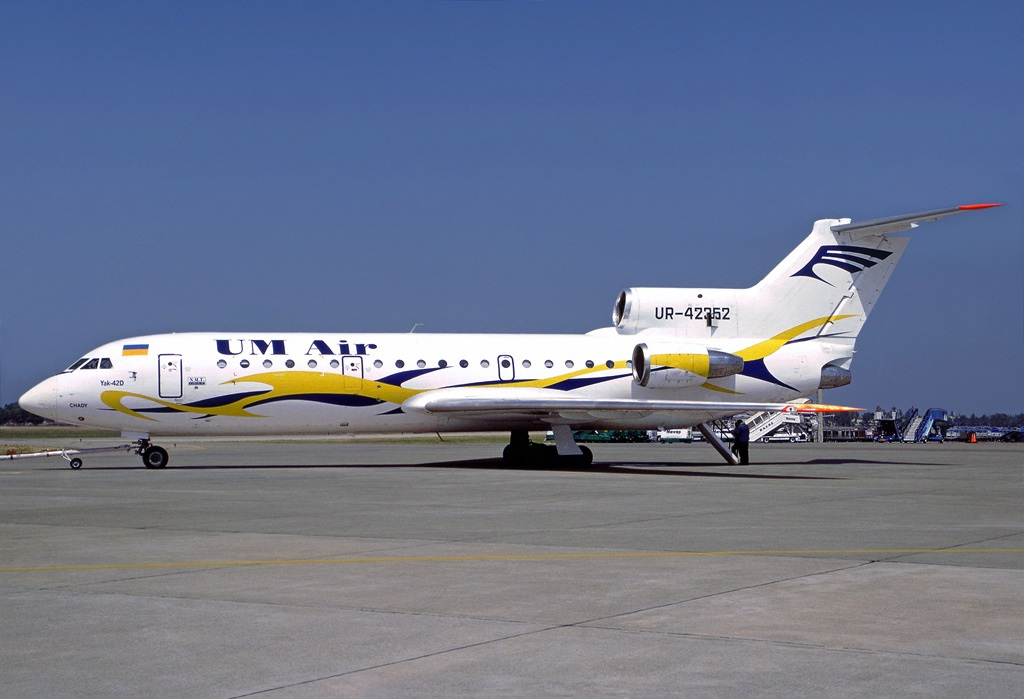
2001年に撮影された事故機

- 2003年5月26日、マナス国際空港からサラゴサ空港へ向かっていたUM航空4230便（Yak-42）が経由地のトラブゾン空港（英語版）への着陸進入中に墜落した。乗員乗客75人全員が死亡した[4] 。